# Holandia na Zimowych Igrzyskach Paraolimpijskich 2002
Holenderska reprezentacja na Zimowych Igrzyskach Paraolimpijskich 2002 liczyła 4 sportowców występujących w dwóch spośród trzech rozgrywanych dyscyplin.

## Medale
| Medal  | Zawodnik            | Dyscyplina        | Konkurencja                               |
| ------ | ------------------- | ----------------- | ----------------------------------------- |
| złoto  | Majorie van de Bunt | Biathlon          | 7,5 km kobiet techniką dowolną na stojąco |
|        |                     |                   |                                           |
| srebro | Majorie van de Bunt | Biegi narciarskie | 10 km kobiet techniką dowolną na stojąco  |
| srebro | Majorie van de Bunt | Biegi narciarskie | 15 km kobiet techniką dowolną na stojąco  |
| srebro | Majorie van de Bunt | Biegi narciarskie | 5 km kobiet techniką klasyczną na stojąco |

## Skład reprezentacji

### Biathlon
- Arnold Polderman
- Majorie van de Bunt

### Biegi narciarskie
- Kjeld Punt
- Martijn Wijsman
- Arnold Polderman
- Majorie van de Bunt